# Jatobá (Alto Alegre)
Jatobá é um distrito do município brasileiro de Alto Alegre, no interior do estado de São Paulo.

## História

### Formação administrativa
- Distrito criado pela Lei n° 5.285 de 18/02/1959, com sede no povoado de igual nome e território desmembrado dos distritos de Alto Alegre e São Martinho d'Oeste[3][4].
- Decreto nº 35.365 de 18/08/1959 - Cria a 1.ª subdelegacia de polícia do distrito de Jatobá, no município de Alto Alegre[5].

## Geografia

### Demografia

#### População urbana
| Crescimento população urbana | Crescimento população urbana | Crescimento população urbana | Crescimento população urbana |
| Censo                        | Pop.                         |                              | %±                           |
| ---------------------------- | ---------------------------- | ---------------------------- | ---------------------------- |
| 1960                         | 526                          |                              | —                            |
| 1970                         | 488                          |                              | −7,2%                        |
| 1980                         | 564                          |                              | 15,6%                        |
| 1991                         | 535                          |                              | −5,1%                        |
| 2000                         | 551                          |                              | 3,0%                         |
| 2010                         | 557                          |                              | 1,1%                         |
| Fonte: IBGE e Fundação SEADE |                              |                              |                              |

#### População total
Pelo Censo 2010 (IBGE) a população total do distrito era de 690 habitantes.

### Área territorial
A área territorial do distrito é de 57,616 km².

### Rodovias
O principal acesso ao distrito é a Rodovia Raul Forchero Casasco (SP-419).

## Serviços públicos

### Registro civil
Atualmente é feito na sede do município, pois o Cartório de Registro Civil das Pessoas Naturais do distrito foi extinto pelo  Tribunal de Justiça do Estado de São Paulo, e seu acervo foi recolhido ao cartório do distrito sede.

### Saneamento
O serviço de abastecimento de água é feito pela Companhia de Saneamento Básico do Estado de São Paulo (SABESP).
- Sistema de abastecimento: Jatobá
- Processo de tratamento: Desinfecção e Fluoretação
- Manancial: Poço Jatobá
- Local(is) abastecido(s): D. Jatobá[14]

### Energia
A responsável pelo abastecimento de energia elétrica é a CPFL Paulista, distribuidora do Grupo CPFL Energia.

### Telecomunicações
O distrito era atendido pela Telecomunicações de São Paulo (TELESP), que inaugurou a central telefônica utilizada até os dias atuais para atender Jatobá e o distrito de São Martinho d'Oeste. Em 1998 esta empresa foi vendida para a Telefônica, que em 2012 adotou a marca Vivo para suas operações.

## Religião

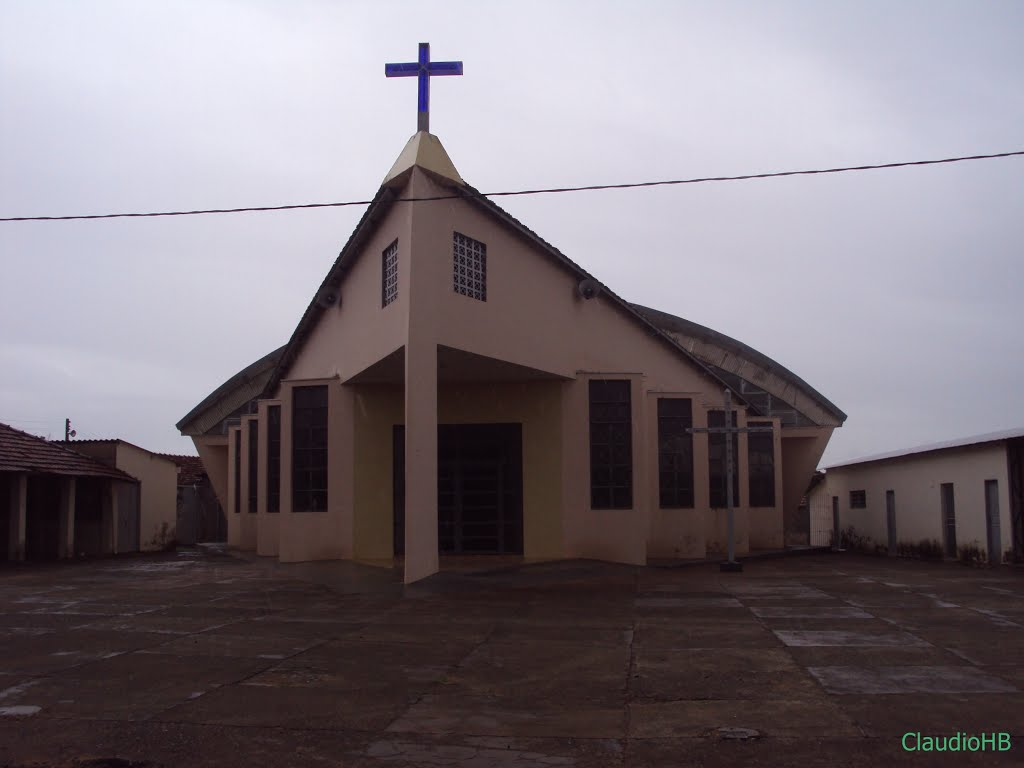
Igreja.

O Cristianismo se faz presente no distrito da seguinte forma:

### Igreja Católica
- A igreja faz parte da Diocese de Lins[19].

### Igrejas Evangélicas
- Assembleia de Deus - O distrito possui uma congregação da Assembleia de Deus Ministério do Belém, vinculada ao Campo de Piacatu[20][21][22].
- Congregação Cristã no Brasil[23].